# Artha
Con il termine artha (in sanscrito अर्थ) si indica un concetto, dai significati riconducibili a "obiettivo, significato o senso", riscontrabili nella cultura induista, ma che è entrato nella lingua di tutti i giorni. Secondo la cultura vedica, questa, con il dharma, kāma e il mokṣa formano i quattro scopi o principi fondamentali per la realizzazione spirituale, i Puruṣārtha.
Rappresenta la realizzazione individuale tramite la propria famiglia, anche se, a differenza del Kama che riguarda il proprio stato d'animo, è legata ai beni materiali, quindi comprende lavoro e benessere economico.